# Dichagyris pallida
Dichagyris pallida är en fjärilsart som beskrevs av Karl Schawerda 1928. Dichagyris pallida ingår i släktet Dichagyris och familjen nattflyn. Inga underarter finns listade i Catalogue of Life.